# توماس آلاتالو
توماس آلاتالو (استونیایی: Toomas Alatalu؛ زادهٔ ۲۳ اوت ۱۹۴۲) استاد دانشگاه، سیاستمدار و نماینده سابق مجلس اهل استونی است.